# МКС-9
МКС-9 — дев'ятий довготривалий екіпаж Міжнародної космічної станції. Екіпаж працював на борту МКС з 21 квітня по 23 жовтня 2004 року.
Під час дев'ятої експедиції були здійснені роботи з обслуговування і розвантаження ТКГ «Прогрес» («Прогрес М1-11»: розстикування; «Прогрес М-49»: розвантаження, розстикування; «Прогрес М-50»: розвантаження) і «Союз» («Союз ТМА-3»: розстикування; «ТМА-4»: стикування, розвантаження). Були проведені наукові дослідження та експерименти за російською та американською програмами. Під час дев'ятої основної експедиції були здійснені експедиції відвідин ЕП-6 і ЕП-7. По завершенні станція була передана екіпажу 10-ї основної експедиції.

## Екіпаж
21 лютого 2002 року рішенням Багатосторонньої комісії з екіпажів (MCOP — від англ. Multiteral Crew Operation Panel) були сформовані два екіпажі (основний і дублюючий) у таких складах:
- Основний екіпаж
  - Геннадій Падалка — командир-пілот
  - Олег Кононенко — бортінженер-1
  - Майкл Фінк — бортінженер-2
- Дублюючий екіпаж
  - Олександр Полещук — командир
  - Роман Романенко — пілот
  - Деніел Тані — бортінженер

У листопаді 2003 року спільним рішенням російської і американської сторін два екіпажі для підготовки до польоту на МКС за програмою 9-ї основної експедиції були переформовані:
- Основний екіпаж
  - Вільям МакАртур — командир
  - Валерій Токарев — бортінженер
- Дублюючий екіпаж
  - Лерой Чиао — командир
  - Саліжан Шаріпов — бортінженер

Для цих складів навіть була розпочата підготовка у РГНІІ ЦПК.
Але у січні 2004 року у російських лікарів виникли претензії до здоров'я Вільяма МакАртура, внаслідок чого він був виведений з екіпажу, і на його місце 13 січня 2004 року було призначено Лерой Чиао, який почав готуватися в екіпажі з Токарєвим. У лютому було вирішено замінити основний екіпаж, повернувши Чиао до складу дублюючого.

### Основний екіпаж
- (Роскосмос): Геннадій Падалка (2)[5] — командир
- (НАСА): Майкл Фінк (1) — бортінженер

### Дублюючий екіпаж
- (Роскосмос): Саліжан Шаріпов (2) — командир
- (НАСА): Лерой Чиао (4) — бортінженер

### Експедиції відвідування
Разом з основним екіпажем МКС на «Союзі ТМА-4» було доставлено на станцію учасника програми експедиції відвідин ЕП-6:
- (ЄКА): Андре Кейперс (1)[6]

До складу дублюючого екіпажу ЕП-6 входив:
- (ЄКА): Герхард Тіле

На Землю разом з основним екіпажем МКС на «Союзі ТМА-4» було доставлено учасника ЕП-7.

## Параметри польоту
- Нахил орбіти — 51,6°
- Період обертання — 92,0 хв
- Перигей — 384 км
- Апогей — 396 км

## Виходи у космос
Членами 9-ї основної експедиції було здійснено два запланованих виходи у відкритий космос (обидва з стикувального відсіку-модуля «Пірс» (СО1)) сумарною тривалістю 15 годин 45 хвилин.
- 24 червня з 21:57 по 22:10 UTC — загальна тривалість 14 хвилин 22 секунд. Вихід було завершено достроково через втрату тиску у кисневому балоні Фінка.
- 29 червня з 21:19 до 2:59 30 червня — 5 годин 14 хвилин. Основним завданням було обслуговування гіроскопа МКС.
- 3 серпня з 6:58 по 11:28 UTC — 4 години 30 хвилин. Під час третього виходу Геннадієм Падалкою та Едвардом Фінком були встановлені дві антени і замінені три лазерні відбивачі.
- 3 вересня, з 16:43 по 22:04 UTC — 5 годин 20 хвилин[7]. Були встановлені стикувальні антени для «ATV».